# 해제초등학교
해제초등학교는 대한민국 전라남도 무안군 해제면 양매리에 있는 초등학교이다.

## 학교 연혁
- 1924년 11월 1일 해제공립보통학교(4년제) 개교설립인가 9월 26일
- 1938년 4월 1일 해제공립심상소학교(6년제)[1]로 개칭
- 1941년 4월 1일 해제공립국민학교[2]로 개칭
- 1950년 5월 1일 해제국민학교로 개칭
- 1996년 3월 1일 해제초등학교로 개칭[3]
- 1999년 9월 1일 해제서초등학교 통폐합
- 2004년 3월 1일 송석분교장 통폐합
- 2009년 3월 1일 해제동초등학교 통폐합
- 2020년 1월 8일 제93회 졸업(졸업생 총 8,790명)
- 2020년 3월 1일 초등 7학급, 병설유치원 1학급 편성
- 2020년 9월 1일 제30대 천경랑 교장 부임

## 학교 동문
49회동문을알고싶어요

## 학교 상징
- 교화 - 철쭉 : 사랑, 번영, 즐거움
- 교목 - 소나무 : 의지, 기상, 푸른꿈
- 교색 - 녹색 : 건강, 평화, 안전

## 참고 자료
- 해제초등학교 - 한국교육학술정보원 학교알리미